# Avulsed
Avulsed es un grupo de death metal español formado en el verano de 1991 en Madrid por el vocalista Dave Rotten.

## Historia
AVULSED ha desarrollado su estilo musical a través de varias demos —Embalmed in Blood de 1992, Deformed Beyond Belief de 1993 y Promo de 1995—, un EP titulado Carnivoracity en 1994 y que fue posteriormente re-editado en formato CD con bonus en directo en 1995 conteniendo un cover de la banda chilena Pentagram llamada Demoniac Possession.
En 1996 grabaron su primer álbum Eminence in Putrescence a través de Repulse Records, donde muestra un sonido Death Metal mezclando ritmos pesados y brutales con partes melódicas.
Con Cybergore de 1998, un disco de remezclas, se experimentó mezclando Techno con su sonido tradicional de guitarras y voces Death Metal. En abril de 1999, se editaron todos sus demos y material raro inédito en forma de CD bajo el título Seven Years of Decay.
Con el segundo álbum Stabwound Orgasm de 1999 —grabado en Spacelab Studios y editado por Repulse Rec.— dobló en ventas a su predecesor y fue licenciado por varios sellos —Sylphorium en Sudamérica, World War III en Estados Unidos y Canadá y IronD para Rusia. En enero de 2001, la banda entró de nuevo en estudio, esta vez con Roberto Galán como productor para grabar cuatro versiones para varios álbumes tributo que posteriormente fueron editados en forma de mini autoproducido titulado Bloodcovered y limitado a 500 copias solo a través de la propia banda.
En agosto de 2002, la banda viajó nuevamente a los Spacelab Studios de Alemania para grabar su tercer álbum Yearning for the Grotesque, que fue editado en febrero de 2003 a través del sello italiano AvantGarde Music.
El cuarto álbum de la banda Gorespattered Suicide fue grabado en Madrid en VRS studios y los masters se enviaron a Erik Rutan (Hate Eternal/ ex-Morbid Angel) quien mezcló y masterizó el álbum en Mana Recording Studios de Florida. Este registro se editó en enero de 2005 por el sello eslovaco Metal Age Prod., siendo sucedido con una gira por Japón (abril de 2005) y una gira Europea de 15 fechas en 11 países como cabezas de cartel junto a los grinders italianos Grimness 69; además, realizaron presentaciones en varios festivales europeos tales como London DeathFest, Obscene Extreme en República Checa o Uncover Train Fest en París.
En 2006 editan Reanimations vía Xtreem Music y poco después también por Metal Age, incluye 2 temas nuevos, una revisión de un tema de la primera demo, más 3 versiones (WASP, GOREFEST y EXODUS) más 8 bandas tocando versiones de temas propios de AVULSED. Septiembre del '07 ve la edición del primer DVD oficial de AVULSED con el Reanimating Russia 2007 editado por Cotoye Rec., el cual fue grabado en Moscú en junio del '07 durante el segundo tour de la banda por Rusia.
Tras tres años de giras y festivales, México ´06, Rusia ´06 y ´07, Bringer of Death (Ger), Neurotic Deathfest (Hol), Italia ´07, Kaltenbach Open Air (Aus) y Mountains of Death (Swi), la banda se centra hacia 2009 en su quinto álbum llamado Nullo (The Pleasure of Self-mutilation) grabado en Madrid en Room 101 estudios entre octubre '08 y mayo '09 con Javier Fernández (THE HERETIC/ NEXUS 6) como ingeniero de sonido y productor junto a la propia banda, dando como resultado el trabajo más agresivo, directo, y completo de su carrera. Incluyendo todos los elementos característicos de la banda de brutal, pegadizo, intenso y pesado Death Metal que confieren el ya inconfundible carácter de la banda. Incluyendo el arte y diseño de Mike Hrubovcak (Grave, Monstrosity, Mortician, Cattle Decapitation...). Este álbum ha sido editado en junio '09 de forma simultánea a través de Xtreem Music y Metal Age Prod. en Europa, Coyote Rec. en Rusia y pronto será editado por Ibex Moon Rec. en USA, American Line Prod. en México/ Centro-América y Sylphorium para el territorio sudamericano.
La banda ha compartido escenarios con cientos de bandas destacando algunas como Napalm Death, Destruction, Suffocation, Entombed, Dissection, Lamb Of God, Vader, Unleashed, Cryptopsy, Demigod, Terrorizer Sodom, Impaled Nazarene, Disgorge, Nile, Vomitory, Amorphis, Opeth, Cathedral, Gorefest, Exodus, Cannibal Corpse, Deteriorot, Incantation, Monstrosity, Immolation, Dark Funeral, Mortician, Gorguts, Grave, Dying Fetus, Tankard, Gorgasm, Flotsman & Jetsam, Deeds of Flesh, Obituary, Deranged, Six Feet Under, Jesus Martyr, Blood, Adramelech, Krisiun, Enslaved, Centinex, Coroner, Amon Amarth, Aborted, Morgoth, y muchas más.
En lo concerniente a actuaciones en vivo, AVULSED se ha ganado una gran reputación como una de las bandas más intensas, agresivas y feroces sobre el escenario. Tras casi 500 actuaciones en directo por todo el planeta, entre ellas cinco tours europeos completos (con SINISTER-'96, con INCANTATION-'97 y de cabezas en el '05, '09 y '15) e incluso efectuando 6 saltos a la otra parte del Atlántico para dar 2 conciertos en Colombia (Oct.'11), 2 en Venezuela (Sept.'99), una completa gira de 12 shows como cabezas de cartel por Centro América (Mayo'00) en países como USA/California (2), México (4), Guatemala (2), El Salvador, Honduras, Nicaragua y Costa Rica, 2 en USA para tomar parte en el 3.er New Jersey Metal Meltdown (Abril '01) y el IX Maryland Deathfest (May.'11), Indonesia en el Hammersonic Fest ('15) así como un completo tour de 9 fechas por México en el '06 además de 2 conciertos en Japón ('05), un tour por China ('16) y 4 tours por Rusia ('06/'07/'09/'11). La banda ha compartido escenarios con cientos de bandas desde grandes nombres como SLAYER, OZZY OSBOURNE o NAPALM DEATH hasta las más undeground.
En 2011, AVULSED ofreció unos excelentes shows en reconocidos festivales como el Maryland Deathfest (USA), Way of Darkness (Alemania), Killtown Deathfest (Dinamarca) y Altavoz (Colombia). De todos modos, 2012 no comenzó bien para la banda, quienes inmersos en pleno proceso de composición para un nuevo álbum, tuvieron que tomar la difícil decisión de prescindir de su batería Riky. Tan solo un mes más tarde Osckar entró a formar parte de la banda como nuevo batería y AVULSED continuó trabajando, más duramente que nunca, para componer nuevo material y así completar el 6º álbum "Ritual Zombi" que fue grabado durante la primera mitad de 2013 y siendo editado el 1 de septiembre en una nunca-vista-antes orquestada edición simultánea en 10 ediciones diferentes (7 en CD, una en 12"LP, una en casete y digital) en 9 sellos diferentes alrededor del mundo.
Tras un intenso tour presentando el álbum "Ritual Zombi", en julio de 2014 la banda decide de nuevo prescindir de su batería Osckar e inmediatamente encontraron un substituto en Erik Raya con quien continuaron girando y editaron el aclamado EP "Altar of Disembowelment" en septiembre de 2015 seguido de un completo tour por Europa junto a NATRON y PRION. En diciembre de 2015, Erik fue reemplazado por Arjan Van der Wijst quien comenzó a tocar en directo inmediatamente después y con quien la banda grabó (durante la privamera de 2016) el doble álbum de 25 aniversario "Deathgeneration" que fue editado en noviembre de 2016.
En 2023, tras el estreno de su nuevo  EP "Extraterrestrial Carnage", se une Santiago Arroyo "Gog" a la formación, como nuevo batería, sustituyendo a Jorge Utrera.

## Miembros actuales
- Dave Rotten - Voz (1991-)
- Victor Dws- Guitarra (2024-)
- Alejandro Lobo - Guitarra (2024-)
- Alex Nihil- Bajo (2024-)
- Santiago Arroyo "GoG"- Batería (2023-)

## Miembros pasados
- Lucky (1992-1996) - Bajo
- Toni (1992-1993) - Batería
- Luisma (1992-1994) - Guitarra
- Iván (1996-1998) - Bajo
- Furni (1993-2004) - Batería
- Javi El Largo (1991) - Guitarra
- Ricardo - Bajo (1998) y Guitarra (2009- ) (miembro de sesión en vivo)
- Andy C (2000) - Batería (de sesión en vivo)
- Alberto Marín (2000- ) Guitarra (de sesión en vivo)
- Riky (2004-2012) - Batería
- Osckar Bravo (2012-2014) - Batería
- Víctor Blanco - Guitarra (2015) (de sesión en vivo)
- Eric Raya (2014-2015) - Batería
- Arjan Van Der Wijst (2015-2018) - Batería
- Rafael Aritmendi (2018-2020) - Batería
- Jorge Utrera(2020-2023) - Batería
- Juan Carlos Limón "Juancar" (1994-2024) - Guitarra
- Jose María de Miguel "Cabra" (1992-2024) - Guitarra
- Antonio Carlos Rodríguez "Tana" (1998-2024) - Bajo
- Pako Deimler- Guitarra (2024)

## Discografía
| Año  | Formato   | Título                                  | Sello Discográfico                 | Comentario                                                        |
| 1992 | Demo      | Embalmed in Blood                       | Avulsed                            | Casete                                                            |
| 1993 | Demo      | Deformed Beyond Belief                  | Drowned Prod. / Haemorrhage Prod.  | Casete                                                            |
| 1993 | CD/LP/MC  | Dead Flesh Compilation                  | Fono Music                         | Recopilación de 5 bandas/2 temas cada una                         |
| 1994 | 12"LP     | Split LP w/Acid Death                   | Molon Lave Rec.                    | Incluye la demo D.B.B.. Vinilo rojo                               |
| 1994 | 7"EP      | Carnivoracity                           | M.M.I. Prod.                       | EP vinilo transparente                                            |
| 1995 | Demo      | Promo '95                               | Avulsed                            | Casete                                                            |
| 1995 | MCD       | Carnivoracity                           | Repulse Rec.                       | Incluye 8 temas extra en directo                                  |
| 1996 | CD/LP     | Eminence in Putrescence                 | Repulse Rec.                       | 1.er álbum completo                                               |
| 1998 | CD        | Cybergore                               | Repulse Rec./Avulsed               | Remezclas del álbum E.I.P.                                        |
| 1999 | CD        | Seven Years of Decay                    | Quirofano Prod./Tribulación Prod.. | Incluye las 3 demos + temas raros e inéditos                      |
| 1999 | CD/LP     | Stabwound Orgasm                        | Repulse Rec.                       | 2º álbum completo                                                 |
| 2001 | MCD       | Bloodcovered                            | Avulsed                            | Incluye 5 versiones. 4 en estudio + 1 en vivo                     |
| 2003 | CD/LP     | Yearning for the Grotesque              | AvantGarde Music                   | 3.er álbum completo                                               |
| 2005 | CD/LP     | Gorespattered Suicide                   | Metal Age Prod.                    | 4º álbum completo                                                 |
| 2006 | CD        | Reanimations                            | Xtreem Music                       | Incluye 3 de Avulsed, 3 versiones y 9 bandas versioneando Avulsed |
| 2007 | DVD       | Reanimating Russia 2007                 | Coyote Rec.                        | 1.er DVD oficial y profesional de la banda                        |
| 2009 | CD        | Nullo (The Pleasure of Self-mutilation) | Xtreem Music                       | 5º álbum completo                                                 |
| 2013 | CD/LP     | Ritual Zombi                            | Xtreem Music                       | 6º álbum completo                                                 |
| 2013 | 7"EP      | Revenant Wars                           | Unholy Prophecies Rec.             | EP vinilo blanco                                                  |
| 2015 | MCD/MLP   | Altar of Disembowelment                 | Xtreem Music                       | Mini CD/ 10"MLP                                                   |
| 2016 | 2-CD/2-LP | Deathgeneration                         | Xtreem Music                       | Recopilación                                                      |
| 2023 | EP        | Extraterrestrial Carnage                | Xtreem Music                       | EP vinilo LP compuesto de dos singles.                            |